# Amblyseius lassus
Amblyseius lassus är en spindeldjursart som beskrevs av Schuster 1966. Amblyseius lassus ingår i släktet Amblyseius och familjen Phytoseiidae. Inga underarter finns listade i Catalogue of Life.